# Campionato europeo femminile under 22 di pallavolo 2024
Il campionato europeo femminile under 22 di pallavolo 2024 si è svolto dal 1° al 6 luglio 2024 a Copertino e Lecce in Italia. Al torneo hanno partecipano otto squadre nazionali under 22 europee e la vittoria finale è andata, per la seconda volta consecutiva, all'Italia.

## Impianti
|                                                                                     |                                                                          |  |
|                                                                                     |                                                                          |  |
| Palasport San Giuseppe da Copertino Città: Lecce Capienza: 1 500 Anno d'apertura: ? | Palazzetto dello Sport Città: Copertino Capienza: 500 Anno d'apertura: ? |  |

## Regolamento

### Formula
La formula ha previsto:
- Fase a gironi, disputata con girone all'italiana: le prime due classificate di ogni girone hanno acceduto alla fase finale.
- Fase finale, disputata con semifinali, finale per il terzo posto e finale.

### Criteri di classifica
Se il risultato finale è di 3-0 o 3-1 sono assegnati 3 punti alla squadra vincente e 0 a quella sconfitta; se il risultato finale è di 3-2 sono assegnati 2 punti alla squadra vincente e 1 a quella sconfitta.
L'ordine del posizionamento in classifica è definito in base a:
- Numero di partite vinte;
- Punti;
- Ratio dei set vinti/persi;
- Ratio dei punti realizzati/subiti;
- Risultati degli scontri diretti.

## Squadre partecipanti
| Squadra    | Qualificazione                                    | Ultima partecipazione |
| ---------- | ------------------------------------------------- | --------------------- |
| Italia     | Paese organizzatore                               | Italia 2022           |
| Lettonia   | 2ª al torneo di qualificazione (migliore seconda) | Debutto               |
| Polonia    | 1ª al torneo di qualificazione (girone B)         | Italia 2022           |
| Portogallo | 1ª al torneo di qualificazione (girone A)         | Debutto               |
| Rep. Ceca  | 2ª al torneo di qualificazione (migliore seconda) | Debutto               |
| Serbia     | 1ª al torneo di qualificazione (girone D)         | Italia 2022           |
| Turchia    | 1ª al torneo di qualificazione (girone C)         | Italia 2022           |
| Ucraina    | 2ª al torneo di qualificazione (migliore seconda) | Italia 2022           |

## Torneo

### Fase a gironi
Il sorteggio dei gironi si è tenuto il 18 gennaio 2024.
| Girone I | Girone II  |
| -------- | ---------- |
| Italia   | Polonia    |
| Lettonia | Portogallo |
| Turchia  | Rep. Ceca  |
| Ucraina  | Serbia     |

#### Girone I

##### Risultati
| 1º luglio 2024 Palasport Da Copertino, Lecce Durata: 1h:10 - Spettatori: 200  | Ucraina  | 0 - 3 | Turchia  | 21-25, 13-25, 18-25        |
| 1º luglio 2024 Palasport Da Copertino, Lecce Durata: 1h:04 - Spettatori: 510  | Italia   | 3 - 0 | Lettonia | 25-14, 25-12, 25-15        |
| 2 luglio 2024 Palasport Da Copertino, Lecce Durata: 0h:55 - Spettatori: 100   | Turchia  | 3 - 0 | Lettonia | 25-13, 25-11, 25-11        |
| 2 luglio 2024 Palasport Da Copertino, Lecce Durata: 1h:06 - Spettatori: 475   | Ucraina  | 0 - 3 | Italia   | 16-25, 14-25, 14-25        |
| 3 luglio 2024 Palasport Da Copertino, Lecce Durata: 1h:46 - Spettatori: 100   | Lettonia | 1 - 3 | Ucraina  | 25-23, 26-28, 13-25, 21-25 |
| 3 luglio 2024 Palasport Da Copertino, Lecce Durata: 1h:26 - Spettatori: 1 122 | Turchia  | 0 - 3 | Italia   | 24-26, 18-25, 25-27        |

##### Classifica
| Pos. | Squadra  | Pt | G | V | P | SV | SP | Ratio | PF  | PS  | Ratio |
| ---- | -------- | -- | - | - | - | -- | -- | ----- | --- | --- | ----- |
| 1.   | Italia   | 9  | 3 | 3 | 0 | 9  | 0  | MAX   | 228 | 152 | 1,500 |
| 2.   | Turchia  | 6  | 3 | 2 | 1 | 6  | 3  | 2,000 | 217 | 165 | 1,315 |
| 3.   | Ucraina  | 3  | 3 | 1 | 2 | 3  | 7  | 0,429 | 197 | 235 | 0,838 |
| 4.   | Lettonia | 0  | 3 | 0 | 3 | 1  | 9  | 0,111 | 161 | 251 | 0,641 |

      Qualificata alle semifinali.

#### Girone II

##### Risultati
| 1º luglio 2024 Palazzetto dello Sport, Copertino Durata: 1h:26 - Spettatori: 150 | Serbia     | 3 - 0 | Polonia    | 26-24, 25-18, 29-27        |
| 1º luglio 2024 Palazzetto dello Sport, Copertino Durata: 1h:48 - Spettatori: 270 | Portogallo | 1 - 3 | Rep. Ceca  | 23-25, 25-20, 19-25, 14-25 |
| 2 luglio 2024 Palazzetto dello Sport, Copertino Durata: 1h:19 - Spettatori: 275  | Polonia    | 3 - 0 | Rep. Ceca  | 25-17, 25-16, 25-21        |
| 2 luglio 2024 Palazzetto dello Sport, Copertino Durata: 1h:10 - Spettatori: 70   | Serbia     | 3 - 0 | Portogallo | 25-16, 25-12, 25-19        |
| 3 luglio 2024 Palazzetto dello Sport, Copertino Durata: 1h:16 - Spettatori: 180  | Rep. Ceca  | 0 - 3 | Serbia     | 17-25, 23-25, 21-25        |
| 3 luglio 2024 Palazzetto dello Sport, Copertino Durata: 1h:35 - Spettatori: 410  | Polonia    | 3 - 0 | Portogallo | 25-23, 27-25, 25-23        |

##### Classifica
| Pos. | Squadra    | Pt | G | V | P | SV | SP | Ratio | PF  | PS  | Ratio |
| ---- | ---------- | -- | - | - | - | -- | -- | ----- | --- | --- | ----- |
| 1.   | Serbia     | 9  | 3 | 3 | 0 | 9  | 0  | MAX   | 230 | 177 | 1,299 |
| 2.   | Polonia    | 6  | 3 | 2 | 1 | 6  | 3  | 2,000 | 221 | 205 | 1,078 |
| 3.   | Rep. Ceca  | 3  | 3 | 1 | 2 | 3  | 7  | 0,429 | 210 | 231 | 0,909 |
| 4.   | Portogallo | 0  | 3 | 0 | 3 | 1  | 9  | 0,111 | 199 | 247 | 0,806 |

      Qualificata alle semifinali.

#### Tabellone
|  | Semifinali | Semifinali | Semifinali |        |    | Finale          | Finale          | Finale          |  |
|  |            |            |            |        |    |                 |                 |                 |  |
|  | 1I         | Italia     | 3          |        |    |                 |                 |                 |  |
|  | 1I         | Italia     | 3          |        |    |                 |                 |                 |  |
|  | 2II        | Polonia    | 1          |        |    |                 |                 |                 |  |
|  | 2II        | Polonia    | 1          |        | 1I | Italia          | 3               |                 |  |
|  |            |            |            |        | 1I | Italia          | 3               |                 |  |
|  |            |            | 1II        | Serbia | 0  |                 |                 |                 |  |
|  | 1II        | Serbia     | 1II        | Serbia | 0  | 3               |                 |                 |  |
|  | 1II        | Serbia     |            |        |    | 3               |                 |                 |  |
|  | 2I         | Turchia    | 2          |        |    | Finale 3º posto | Finale 3º posto | Finale 3º posto |  |
|  | 2I         | Turchia    | 2          |        |    |                 |                 |                 |  |
|  |            |            |            |        |    |                 |                 |                 |  |
|  |            |            |            |        |    | 2II             | Polonia         | 0               |  |
|  |            |            |            |        |    | 2II             | Polonia         | 0               |  |
|  |            |            |            |        |    | 2I              | Turchia         | 3               |  |

#### Risultati

##### Semifinali
| 5 luglio 2024 Palasport Da Copertino, Lecce Durata: 1h:45 - Spettatori: 875 | Italia | 3 - 1 | Polonia | 25-22, 25-18, 16-25, 25-22        |
| 5 luglio 2024 Palasport Da Copertino, Lecce Durata: 1h:57 - Spettatori: 350 | Serbia | 3 - 2 | Turchia | 25-20, 25-23, 20-25, 17-25, 15-10 |

##### Finale 3º posto
| 6 luglio 2024 Palasport Da Copertino, Lecce Durata: 1h:13 - Spettatori: 340 | Polonia | 0 - 3 | Turchia | 16-25, 23-25, 17-25 |

##### Finale
| 6 luglio 2024 Palasport Da Copertino, Lecce Durata: 1h:20 - Spettatori: 998 | Italia | 3 - 0 | Serbia | 26-24, 25-18, 25-23 |

## Classifica finale
| Pos | Squadra    | Rosa |
| --- | ---------- | --- |
|     | Italia     | Formazione: 1 Adriano, 2 Eze, 3 Giuliani, 7 Valoppi, 8 Bartolucci, 9 Adelusi, 10 Marconato, 12 Acciarri, 13 Ribechi, 14 Bellia, 16 Nervini, 17 Eckl, 18 Costantini, 19 Gardini, CT: Mencarelli                        |
|     | Serbia     | Formazione: 1 Tišma, 2 Mandović, 4 Punišić, 6 Pakić, 7 Sajić, 12 Tomić, 13 Popović, 15 Đorđević, 16 Nađ. Čikuc, 19 Zubić, 20 Zelenović, 25 Šućurović, 34 Tica, 41 Nat. Čikuc, CT: Boričić                             |
|     | Turchia    | Formazione: 2 Şen, 3 Adalı, 5 Bükmen, 6 Özden, 7 S. Aksoy, 8 Safronova, 10 Özdemir, 11 Kıran, 13 Mumcular, 14 Căruțașu, 15 Kurt, 16 Aygün, 17 Durgun, 44 K. Aksoy, CT: Pieragnoli                                     |
| 4.  | Polonia    | Formazione: 1 Pierzchała, 2 Rejment, 3 Staniszewska, 4 Milewska, 7 Bandurska, 9 Janicka, 10 Kecher, 11 Łyduch, 12 Pajdak, 14 Godlewska, 15 Senica, 17 Fiedorowicz, 19 Sobalska, 21 Latos, CT: Głuszak                 |
| 5.  | Rep. Ceca  | Formazione: 1 Formánková, 2 Tobiášová, 3 Jedličková, 4 Chaloupková, 5 Šmídlová, 6 Vytisková, 9 Kelnárová, 10 Rejmanová, 11 Pokorná, 12 Dlouhá, 13 Dvořáková, 15 Nováková, 19 Pelikánová, 26 Blažková, CT: Marek       |
| 6.  | Ucraina    | Formazione: 1 Starostenko, 2 Kučer, 3 Dzjuba, 4 Ratij, 5 Nakoskina, 7 Vasyl′jeva, 8 M. Kaplans′ka, 9 Herasymčuk, 11 D. Kaplans′ka, 12 Dzendzelovs′ka, 14 Husejnova, 17 Prokopova, 20 Holod, 21 Žarkova, CT: Romanovyč |
| 7.  | Portogallo | Formazione: 1 Mari. Santos, 5 M. Garcez, 6 Costa, 7 Monteiro, 8 Guedes, 9 Clemente, 10 Pardal, 11 Guerreiro, 12 Coelho, 13 Correia, 15 J. Garcez, 17 Marg. Santos, CT: J. Santos                                      |
| 8.  | Lettonia   | Formazione: 2 Kat. Struka, 4 Čelnova, 5 Štolca, 7 Grundmane, 9 Mazure-Mago, 10 Kar. Struka, 11 Cepurīte, 12 Rīta, 13 Sosinoviča, 16 Krumholce, 17 Vagele, 18 Vāvere, 19 Leskinoviča, 21 Pridatko, CT: Capriotti       |

## Premi individuali
| Premio                 | Nome             | Squadra |
| ---------------------- | ---------------- | ------- |
| MVP                    | Beatrice Gardini | Italia  |
| Miglior palleggiatrice | Chidera Eze      | Italia  |
| Miglior opposto        | Alexia Căruțașu  | Turchia |
| Miglior schiacciatrice | Branka Tica      | Serbia  |
| Miglior schiacciatrice | Beatrice Gardini | Italia  |
| Miglior centrale       | Katja Eckl       | Italia  |
| Miglior centrale       | Iva Šućurović    | Serbia  |
| Miglior libero         | Selin Adalı      | Turchia |

## Statistiche
| Rendimento individuale | Rendimento individuale | Rendimento individuale | Rendimento individuale |
| Pos.                   | Nome                   | Punti                  | Squadra                |
| ---------------------- | ---------------------- | ---------------------- | ---------------------- |
| 1                      | Alexia Căruțașu        | 80                     | Turchia                |
| 2                      | Beatrice Gardini       | 65                     | Italia                 |
| 3                      | Melisa Bükmen          | 62                     | Turchia                |
| 4                      | Karolina Staniszewska  | 59                     | Polonia                |
| 5                      | Anna Fiedorowicz       | 57                     | Polonia                |
| 5                      | Stella Nervini         | 57                     | Italia                 |

| Attacchi vincenti | Attacchi vincenti     | Attacchi vincenti | Attacchi vincenti |
| Pos.              | Nome                  | Punti             | Squadra           |
| ----------------- | --------------------- | ----------------- | ----------------- |
| 1                 | Alexia Căruțașu       | 54                | Turchia           |
| 2                 | Melisa Bükmen         | 51                | Turchia           |
| 3                 | Anna Adelusi          | 49                | Italia            |
| 3                 | Karolina Staniszewska | 49                | Polonia           |
| 5                 | Anna Fiedorowicz      | 48                | Polonia           |
| 5                 | Beatrice Gardini      | 48                | Italia            |

| Muri vincenti | Muri vincenti       | Muri vincenti | Muri vincenti |
| Pos.          | Nome                | Punti         | Squadra       |
| ------------- | ------------------- | ------------- | ------------- |
| 1             | Natalia Kecher      | 15            | Polonia       |
| 2             | Dilay Özdemir       | 13            | Turchia       |
| 3             | Katja Eckl          | 12            | Italia        |
| 4             | Lucie Blažková      | 11            | Rep. Ceca     |
| 4             | Dominika Pierzchała | 11            | Polonia       |

| Battute vincenti | Battute vincenti | Battute vincenti | Battute vincenti |
| Pos.             | Nome             | Punti            | Squadra          |
| ---------------- | ---------------- | ---------------- | ---------------- |
| 1                | Alexia Căruțașu  | 16               | Turchia          |
| 2                | Dilay Özdemir    | 11               | Turchia          |
| 3                | Beatrice Gardini | 10               | Italia           |
| 4                | Katja Eckl       | 9                | Italia           |
| 4                | Stella Nervini   | 9                | Italia           |